# Trellick Tower

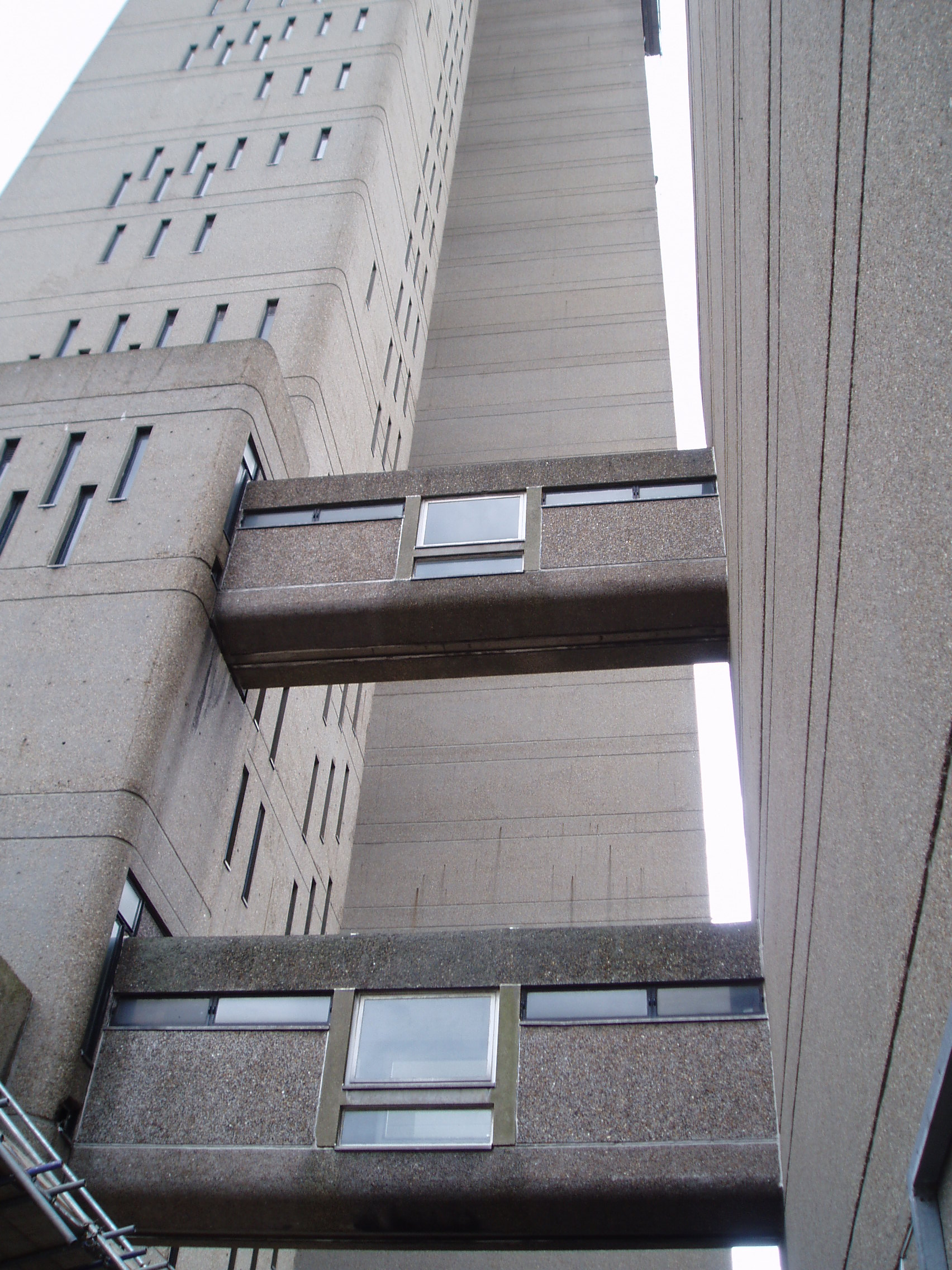
Detalle de la Trellick Tower.

La Trellick Tower es un rascacielos residencial de Londres (Reino Unido). Tiene de 31 plantas y está situado en Kensal Town en el municipio de Kensington y Chelsea. Fue diseñada en estilo brutalista por el arquitecto Ernő Goldfinger en 1966, por encargo del Greater London Council, y completada en 1972. Es un monumento clasificado de Grado II* y tiene 98 m de altura (120 m si se incluye la antena).

## Historia
El diseño de Goldfinger se basa en su anterior Balfron Tower, ligeramente más pequeña y situada en Poplar, al este de Londres. Tiene un perfil esbelto, con una torre separada de ascensores y servicios conectada cada tres plantas al edificio principal mediante pasillos de acceso; los pisos por encima y por debajo de las plantas de estos pasillos tienen escaleras interiores. El edificio contiene 217 pisos y originalmente era enteramente propiedad del Greater London Council y los pisos eran alquilados como council houses. Poco después de su finalización el edificio fue transferido al borough de Kensington y Chelsea. La mayor parte de los pisos son todavía viviendas sociales, pero una minoría significativa son actualmente de propiedad privada.
Goldfinger quería que se examinara la idoneidad de los inquilinos y pidió al Greater London Council que el edificio tuviera un conserje, pero estas ideas no se adoptaron. Esto significó que el acceso al edificio era libre, y muchas personas sin techo y drogadictos tomaron residencia en sus pasillos. A finales de los años setenta, la Trellick Tower fue un escenario de crimen, incluido el ataque y violación de un niño, y comportamiento antisocial, y muchos inquilinos se negaron a ser trasladados allí. Con la introducción del right to buy en las council homes, muchos de los pisos del edificio fueron comprados por sus inquilinos. En 1983 el edificio recibió un conserje.
El 8 de octubre de 1984 se formó una nueva asociación de residentes. Como resultado de la presión de los ocupantes, desde mediados de los años ochenta se realizaron varias mejoras de seguridad, incluido un sistema de portero automático y el empleo de un conserje. Los precios de las viviendas crecieron y los pisos de la torre pasaron a ser considerados como residencias muy deseables para algunas personas. Las propiedades privadas de la torre se han vendido entre £250 000 por un piso de un dormitorio a £480 000 para un apartamento de tres dormitorios completamente renovado con vistas hacia tres lados en el pico del mercado. La propia torre se ha convertido en una especie de monumento local y fue declarada monumento clasificado de Grado II* en 1998.
En diciembre de 1989 se añadieron cuatro transmisores de televisión de baja potencia al equipo de comunicaciones existente en la cima de la torre de ascensores. Esto se realizó para resolver los problemas de recepción de algunos residentes de barrios cercanos, incluidos Notting Hill y Westbourne Grove. Esta estación de transmisores es denominada por la BBC y Ofcom «Kensal Town».
El volumen que sobresale en voladizo en la cima de la torre de servicios es la planta técnica. La mayor parte de las instalaciones técnicas están situadas aquí. La colocación de la caldera y los depósitos de agua caliente juntos entre sí reduce la cantidad de bombas y tuberías necesaria. Las tuberías más cortas también reducen la pérdida de calor. Las calderas de aceite usadas originalmente se quedaron obsoletas debido a la crisis del petróleo de 1973, el año siguiente al que abrió la torre. Los pisos tienen actualmente calentadores eléctricos y la planta técnica, aunque en desuso, todavía alberga la mayor parte de las instalaciones. Se presentó una solicitud urbanística para convertirla en un ático pero fue rechazada por el Ayuntamiento del borough.
La fachada actual tiene algunos problemas. El edificio fue diseñado varios años antes de la crisis energética de los años setenta, y la fachada no gestiona en absoluto el calor. La fachada de la torre está formada por dos partes, la estructura brutalista de hormigón, y los cerramientos de madera y cristal. Muchos de los originales paneles simples de cristal han sido sustituidos con doble acristalamiento en el marco existente de madera o plexiglás. Sin embargo, el resultado final es una mejora mínima en el rendimiento térmico. Una gran parte de los elementos de madera de la fachada están deformados y agrietados, y no sellan bien. La construcción de una sola capa pierde calor a una tasa apreciable. Además, los elementos de hormigón hacen de puente térmico entre el exterior y el interior, conduciendo calor del interior al exterior. Aunque los agentes que gestionan el edificio en nombre del Ayuntamiento del borough, Kensington and Chelsea TMO (KC-TMO), son conscientes del problema, la renovación del edificio está por encima de su presupuesto, y los inquilinos tienen que tratar con la condición del edificio por ellos solos, incapaces de renovarlo (la fachada debe ser gestionada como una única entidad debido a que es un monumento clasificado). El coste total de una renovación del edificio es del orden de 30 millones de libras (£100 000-£120 000 por piso), un coste que sería soportado por KC-TMO y los inquilinos piso por piso. Además, hay £22 000 por piso de cargos adicionales para mantenimiento interior.
El 19 de abril de 2017, se declaró un incendio en las plantas más altas de la torre.
Sand Helsel, profesor de arquitectura en RMIT, hizo un documental en la BBC elogiándolo, emitido por primera vez en 1991.

## En la cultura popular
La Trellick Tower inspiró la novela distópica High Rise de J. G. Ballard (1975) y aparece en la comedia negra de Martin Amis London Fields, En los últimos años se ha convertido en un icono de Londres, apareciendo en camisetas, canciones, películas y anuncios, y atrayendo visitantes de todas partes.
La torre aparece en la película de 1988 For Queen and Country, protagonizada por Denzel Washington, y fue escenario de grabación de Shopping, una película de 1994 escrita y dirida por Paul W. S. Anderson. También puede verse en las películas Burning an Illusion (1982), London Kills Me (1991), Nunca me abandones (2010), Paddington (2014) y Pressure (1976), el primer largometraje de ficción dirigido por un director de raza negra en el Reino Unido.

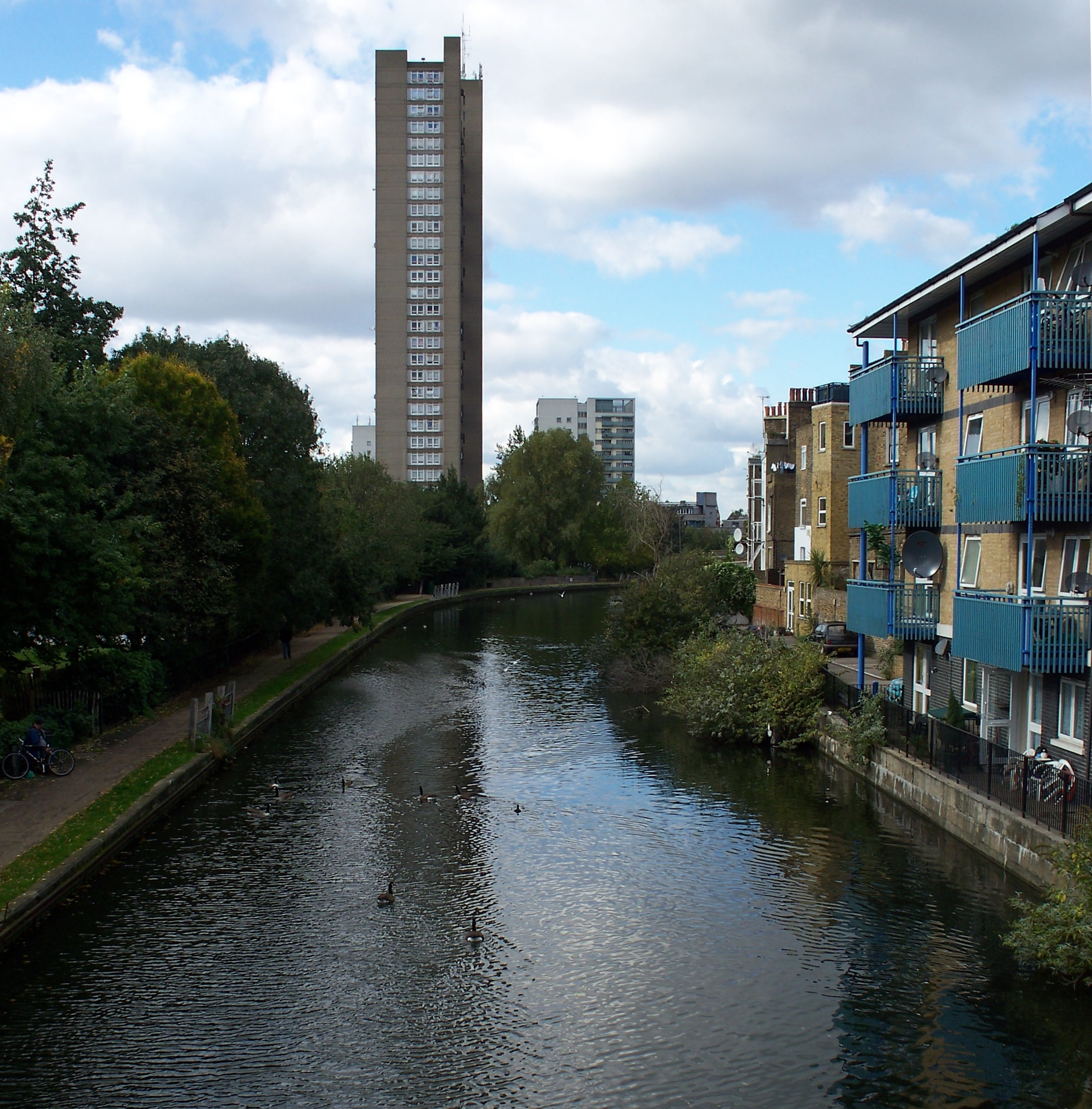
La Trellick Tower vista desde Westbourne Park.

Un lado del exterior del edificio apareció en los créditos del programa infantil de televisión de la BBC Incredible Games, protagonizado por David Walliams, a principios de los años noventa. Además, la torre apareció en el primer episodio de la serie de televisión My Life in Film. El edificio también apareció como la residencia de Tommy Watson en Tucker's Luck, secuela de la popular serie de la BBC Grange Hill. La Trellick Tower apareció en un episodio de 1979 de la serie de detectives de la ITV Los profesionales titulado «La Madness de Mickey Hamilton» (La locura de Mickey Hamilton). El personaje que da nombre al episodio vivía en un piso situado en la planta superior del edificio.
El edificio aparece en numerosos vídeos musicales, incluidos:
- For Tomorrow de Blur, Kingdom of Doom de The Good, the Bad and the Queen, y Tomorrow Comes Today y Sleeping Powder de Gorillaz
- Nothing matters de Tricky
- I Shall Overcome de Hard-Fi
- Little 15 de Depeche Mode
- I Want de Department S
- We Won't Be Here Tomorrow de Revere
- Blueberry (Pills & Cocaine) de Danny Brown
- La canción Trellic del álbum Happy Soup del músico inglés Baxter Dury es un homenaje a este edificio.
- Original Badman de Star.One con la colaboración de Takura, Assassin
- Who de Ed Case con la colaboración de Sweetie Irie
- Slam Dunk (Da Funk) de Five
- Knotty Head UK Remix de Denzel Curry con la colaboración de AJ Tracey y Rick Ross
- Kane Allstar Remix de Grim Sickers con la colaboración de P Money, Jaykae, Kurupt FM, President T y Funky Dee

La letra de la canción Best Days de Blur menciona a la Trellick Tower: Trellick Tower's been calling. El álbum Kleerup del artista sueco homónimo contiene una pista instrumental titulada Tower of Trellick. El álbum Virtue de Emmy the Great tiene una pista llamada Trellick Tower, en cuya letra se menciona varias veces al edificio. La Trellick Tower también apareció en la cubierta del tercer álbum de estudio de Big Audio Dynamite, Tighten Up, Vol. 88. La imagen fue diseñada y pintada por Paul Simonon, antiguo bajista de The Clash y compañero de Mick Jones. La Trellick Tower también es mencionada en la última pista del álbum de John Foxx My Lost City, Scene 27 - Intro to The Voice Behind The Wallpaper, Trellick Tower 3am.

## Transporte

### Autobuses
La torre es servida por la ruta 23 de los London Buses. Las rutas 52, 70, 228, 295 y 452 pasan cerca de él.

### London Underground/Overground
Las estaciones más cercanas son Kensal Green (Bakerloo Line y London Overground), Ladbroke Grove y Westbourne Park (líneas Circle y Hammersmith & City).